# Sterculiasäure
Die Sterculiasäure (engl. Sterculic acid), wissenschaftlich 8-(2-Octylcyclopropen-1-yl)octansäure, ist eine cyclische Fettsäure die wie die Malvalsäure zu den Cyclopropenfettsäuren zählt. Sie ist eine aliphatische Monocarbonsäure mit einem Cyclopropenring in der Kohlenstoffkette. Auch die Bezeichnungen Sterculsäure und Sterculinsäure sind gebräuchlich. Die Salze heißen Sterculate. Die Verbindung wurde in vielen Malvengewächsen (Malvaceae) nachgewiesen, denen sie durch ihre den Fettstoffwechsel störenden Eigenschaften als natürlicher Schutz gegen Fressfeinde und Krankheitserreger dient. Es sind zwar noch einige weitere Vorkommen bekannt, jedoch tritt Sterculiasäure insgesamt nur selten im Fettsäurespektrum von Lebewesen auf.

## Name und Geschichtliches

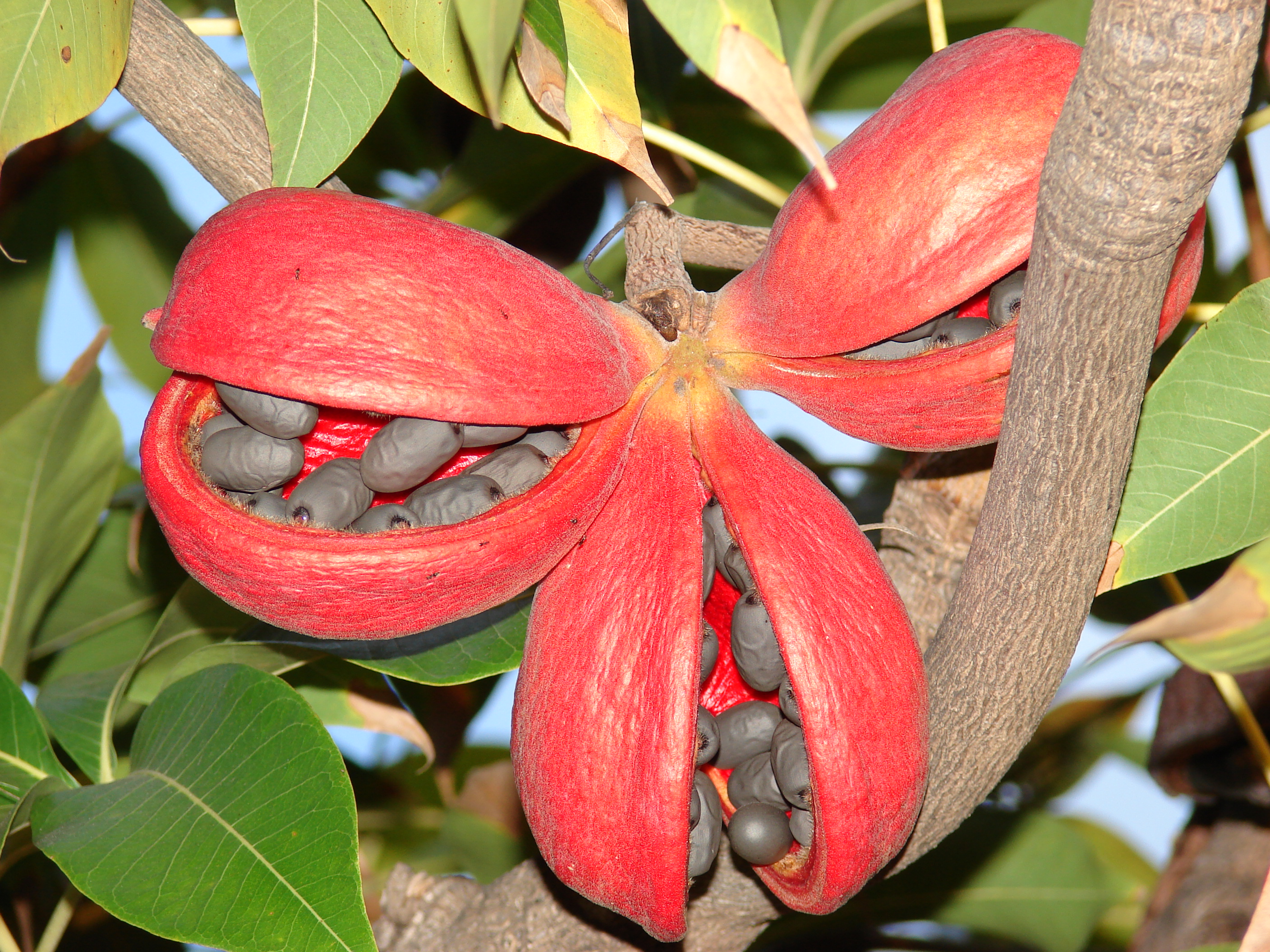
Reife Balgfrüchte von Sterculia foetida

1952 wurde die Verbindung aus den Samen der Stinkbaumart Sterculia foetida isoliert und erhielt in Anlehnung daran den (englischen) Namen Sterculic acid.
Die deutsche Übersetzung dieses Begriffes ist uneinheitlich. Die Bezeichnungen Sterculiasäure, Sterculsäure und Sterculinsäure treten mit ähnlicher Häufigkeit auf, seltener spricht man von Sterculasäure.
Bei Verwendung der Bezeichnung Sterculinsäure ist darauf zu achten, dass es nicht zur Verwechslung mit einer anderen cyclopropenoiden Fettsäure kommt, die den englischen Namen Sterculynic acid trägt und in der Stinkbaumart Sterculia alata nachgewiesen wurde. Sie unterscheidet sich von der Sterculiasäure vor allem durch eine Dreifachbindung am der Carboxygruppe abgewandten Ende der Fettsäurekette.

## Vorkommen
Innerhalb der Malvengewächse (Malvaceae) ist Sterculiasäure als Bestandteil der Glyceride der Samen, Blätter, Stängel und Wurzeln weit verbreitet. Gewöhnlich ist sie dabei mit der chemisch sehr ähnlichen Malvalsäure vergesellschaftet. Sterculiasäure ist beispielsweise enthalten zu
- 49 bis 65 % im Samenöl des Stinkbaumes Sterculia foetida.[2][6]
- 15 % im Samenöl des Kapokbaumes (Ceiba pentandra).[7]
- 1 bis 8 % im Samenöl des Afrikanischen Affenbrotbaumes (Adansonia digitata).[8]
- 0,2 bis 0,8 % in rohem Baumwollsamenöl.[9]

Es existieren aber auch einige Vorkommen außerhalb der Malvengewächse. Im Samenöl der zu den Hülsenfrüchtlern zählenden Indigofera glabra finden sich 10 % Sterculiasäure. Die zu den Nacktsamern gehörende und für die menschliche Ernährung genutzte baumartige Liane Gnetum gnemon enthält im Fettanteil ihrer Samen 13 % Sterculiasäure (allerdings bei einem relativ niedrigen Gesamtfettgehalt von 4 % in den getrockneten Samen).
Außerdem wurde Sterculiasäure als Produkt des Verderbnisprozesses von Nüssen beobachtet.

## Biologische Bedeutung
Man nimmt an, dass die Sterculiasäure, wie die anderen cyclopropenoiden Fettsäuren, für die Pflanze eine Schutzfunktion gegen Fressfeinde und Krankheitserreger einnimmt, denn die Substanz stört den Fettstoffwechsel, indem sie körpereigene Vorgänge hemmt, die das Einfügen einer Doppelbindung in eine Fettsäurekette realisieren. Davon sind Delta-5-, Delta-6- und Delta-9-Desaturierungsreaktionen betroffen. Die Folgen sind vielfältig und resultieren unter anderem in einer Verminderung des Wachstums und der Fortpflanzungsfunktion; ein Futteranteil von 5 % ist für Ratten tödlich. Durch die Hemmung der Delta-9-Desaturase wird die körpereigene Synthese von Ölsäure aus Stearinsäure unterbunden. Daraus ergibt sich eine veränderte Körperfettzusammensetzung, was nicht nur das Speicherfett, sondern auch die Lipidzusammensetzung der Membranen betrifft. Dabei erhöht sich der Schmelzpunkt durch den erhöhten Anteil an gesättigten Fettsäuren.
Beispielsweise führt Sterculiasäure im Futter von Legehennen schon bei einer Tagesdosis von 25 mg zu einer auffälligen Verfärbung der Eier, besonders während kühler Lagerung. Dabei nimmt das Eiklar eine rosa Farbe an, während das Dotter apricot erscheint. Der Grund ist eine erhöhte Durchlässigkeit jener Membran, die das Dotter vom Eiklar trennt, wodurch ein Übertritt des Proteins Conalbumin vom Eiklar ins Dotter ermöglicht wird. Dort bildet sich mit dem im Dotter vorhandenen Eisen ein rosafarbener Komplex, der seinerseits wieder ins Eiklar diffundieren kann.
Nach Versuchen an Regenbogenforellen steht Sterculiasäure im Verdacht, kanzerogene und co-kanzerogene Eigenschaften zu besitzen.
Gehalte an Sterculiasäure in der menschlichen Nahrung werden als gesundheitlich bedenklich angesehen, können aber durch Hydrierung oder durch starkes Erhitzen der entsprechenden Pflanzenöle auf 230 bis 235 °C bei der Desodorierung entfernt werden.

## Biosynthese
Ausgehend von der Ölsäure wird durch eine Cyclopropanfettsäure-Synthase eine Methylengruppe über der Doppelbindung addiert. Die Methylengruppe stammt von S-Adenosylmethionin. Dadurch entsteht Dihydrosterculiasäure, die einen Cyclopropanring enthält. Man nimmt an, dass dann eine Desaturase den Cyclopropanring in einen Cyclopropenring umwandelt, was Sterculiasäure liefert.

## Gewinnung und Darstellung
Aus Pflanzenölen, die reich an Sterculiasäure sind, wie das Samenöl von Sterculia foetida, lässt sich diese Fettsäure gewinnen. Nach der notwendigen Spaltung der Triglyceride erfolgt die eigentliche Reinigungsprozedur. Die Schwierigkeiten liegen in der gleichzeitigen Anwesenheit der chemisch sehr ähnlichen Malvalsäure, die sich nur um eine Methylengruppe in der Kettenlänge unterscheidet sowie in der relativen Instabilität des Cyclopropenringes. Zur Anwendung kommende Methoden sind Harnstoff-Extraktiv-Kristallisation, Säulenchromatographie und Vakuumdestillation.
Im Labor kann die Sterculiasäure durch eine Simmons-Smith-Reaktion aus 9-Octadecinsäure (Stearolsäure) und Diiodmethan dargestellt werden (4 % Ausbeute).
Ein anderer Syntheseansatz mit höherer Ausbeute geht von 9-Octadecinsäure und Diazoessigsäureethylester aus.

## Analytik
Zum Nachweis der Sterculiasäure eignet sich beispielsweise die Gaschromatographie mit Massenspektrometrie-Kopplung (GC/MS).
Sterculiasäure zeigt aufgrund des Cyclopropenrings die Halphen-Reaktion.